# Dimerocostus argenteus
Dimerocostus argenteus là một loài thực vật có hoa trong họ Costaceae. Loài này được (Ruiz & Pav.) Maas mô tả khoa học đầu tiên năm 1968.